# Dantell
El dantell o dentell és un partidor conformat per un conjunt de pilons de pedra (o daus) de dimensions variables, segons el sistema hidràulic en el qual es trobe (per exemple, séquia d’Ènova, séquia Escalona o séquia Reial del Xúquer).
Els costats laterals del dentell tenen una mossa o tall denominades galzes, les guies per on entrarà l’estellador (comporta) que es recolzarà, bé entre dos dentells, bé entre el dentell i el costat del caixer. La boca del dentell determina el volum d’aigua que correrà cap a la séquia, canal o braçal, que variarà segons el cabal que haja estat assignat.

## Fonts

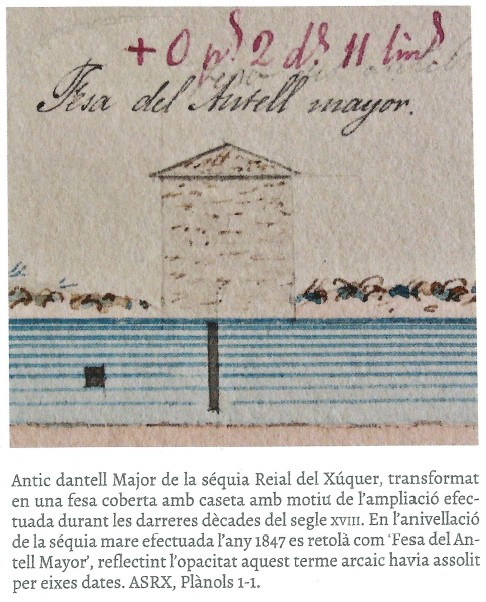
Fesa del Antell Major

## Etimologia
Del sànscrit dán (acusatiu singular dántam), dentĭcŭlu és el diminutiu de DENS, DENTIS evolucionat a l’antic alt alemany zand, gòtic tunbus, lituà dantis, antic prussià dantis, francés dent, català dent.

## Història

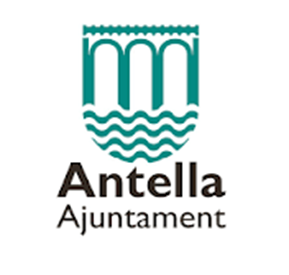
Emblema actual de l'Ajuntament d'Antella

Fa més de 750 anys a la part alta de la Vall de Càrcer, el rei Jaume I d’Aragó va manar construir l’assut al lloc on calia construir el primer ‘dentell’ o ‘dantell major’ per derivar l’aigua del riu Xúquer a la Séquia Nova que regaria els horts d’Alzira. En la segona meitat del segle XIII sota la protecció de la torre nova va aparèixer el nou llogaret per cuidar de l’obra. Calia un topònim per anomenar el lloc. Llavors, d’un occitanisme incorporat a la llengua catalana, va nàixer el topònim valencià de nou encuny: Antella, l’al·lòtrop del provençal dantell. Topònim que es va afermar durant la primera meitat del segle XIV i va quedar documentat el 1347. L'actual emblema de l'ajuntament d'Antella representa un dantell.

A l’actual comarca valenciana de La Costera els camperols empren el mot dentell (de l’occità dentelh) amb el significat de ‘marc del trestellador', paraula que sí que recull el Diccionari Normatiu Valencià:
1.     m. AGR. Post que es posa com a comporta per a tancar i obrir el pas a l'aigua dins d'una séquia o canal.

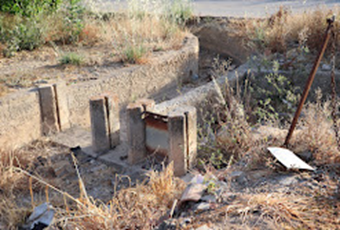
Dantell al municipi de la Llosa de Ranes

A la població de la Llosa de Ranes anomenen dantell / dentell (amb els seus daus, galzes i els seus portells) l’obstacle o conjunt que serveix per derivar l’aigua de la séquia a les seues filloles.

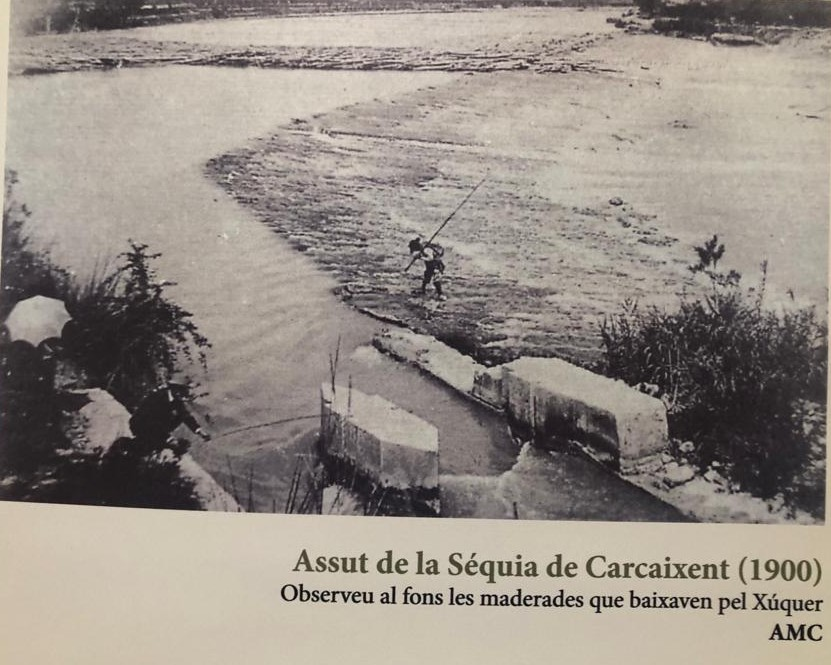
Assut de Carcaixent

A l'assut de la Reial Séquia de Carcaixent trobem a la part inferior de la imatge, en primer terme, el dantell fotografiat l’any 1900, hui transformat.
A la séquia Reial del Xúquer, entre Gavarda i Alberic hi ha la construcció del Dantell Major d’Alcosser, just davant de l’ A-7, hui en desús, on principiava la Séquia Nova d’Alzira. Les riuades del segle XIX van canviar el traçat del riu Xúquer i van provocar el seu abandonament. Al terme d'Alberic trobem els armaris (armari: lloc on guardar les armes o altres coses) del dantell on naix la séquia Dantell. A Castelló de la Ribera, al Clot de les Haques, per on passen les séquies de Carcaixent i les Algoleges a tocar del riu Albaida, hi havien els partidors anomenats dantellets o antellets. La séquia de la Fillola que passa per sota del Molí Canyar a la Partida d’Alcosser d’Alberic, tram inicial del Braçal d’Alzira o Séquia Nova d’Alzira, movia les rodes del molí en passar pel seu dantell o conjunt de canals amb comportes per regular l’aigua.

El terme medieval va començar a perdre el seu ús amb les institucions de la Nova Planta entre els segles XVIII i XIX. En la imatge següent del plànol de la Casa Comportes de l’Assut d’Antella de l’any 1781, entre altres denominacions trobem: Planta, corte, y Frontispicio de la entrada de el Río Jucar en la Real Azequia, de sus obras, Puentes, Casa, torno y Compuertas para tomar y quitar el agua; és a dir, goles, tallamars, arcades, casa de comportes, portells, torns..., però cap vocable per anomenar el conjunt que formen els tres portells.

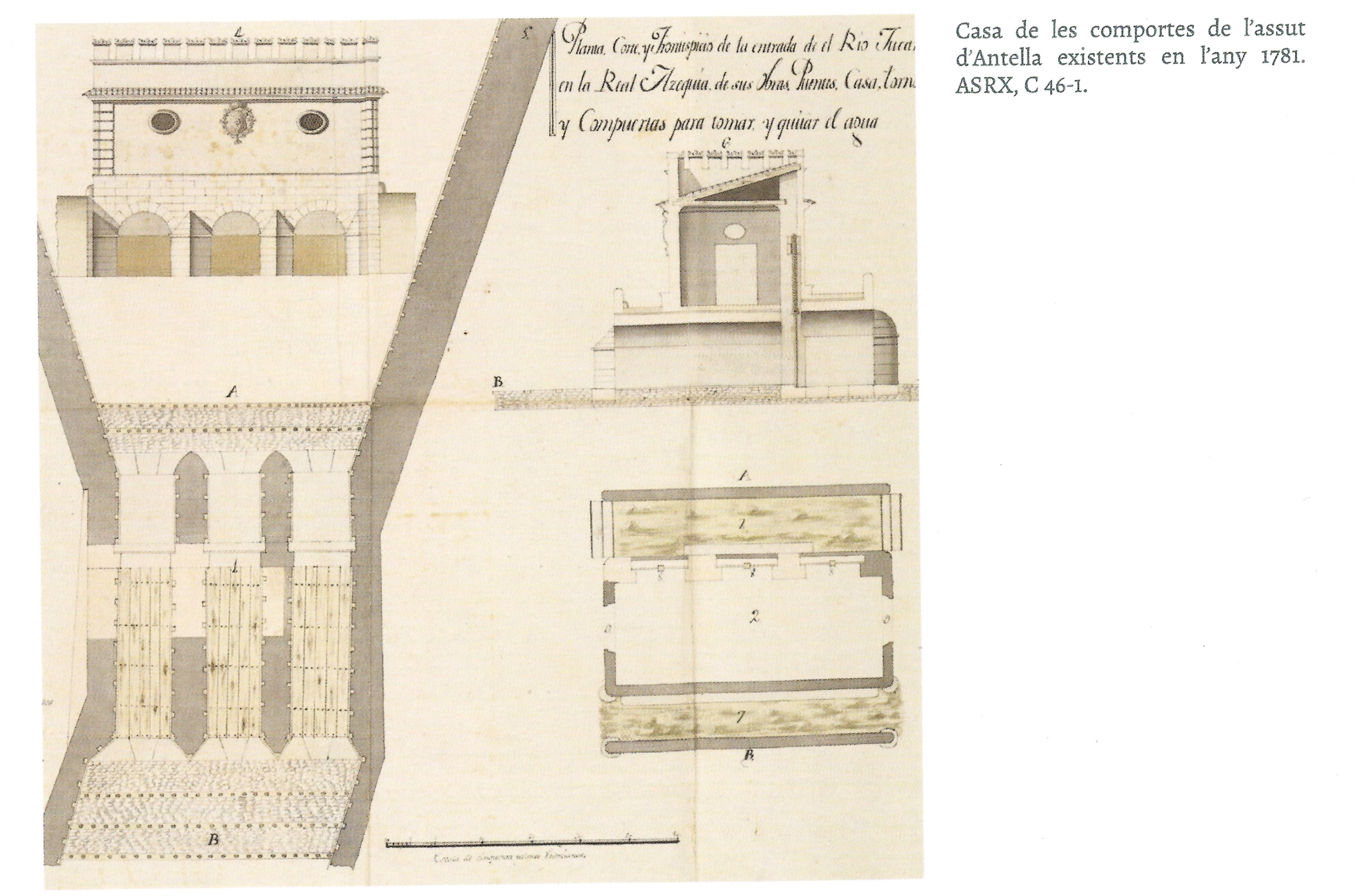
Representació de la Casa de les Comportes de l'assut d'Antella

## Galeria

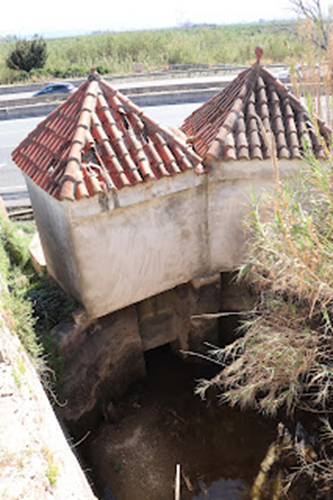
Dantell Major d'Alcosser, entre Gavarda i Alberic.
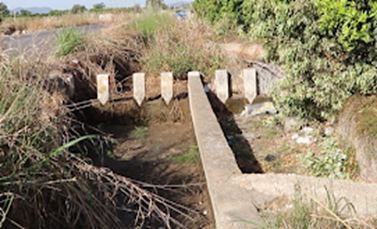
Dantell, a La Granja de la Costera
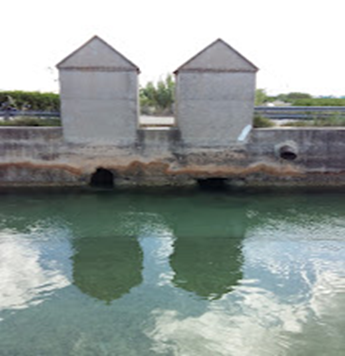
Dantell de la séquia homònima a Alberic.
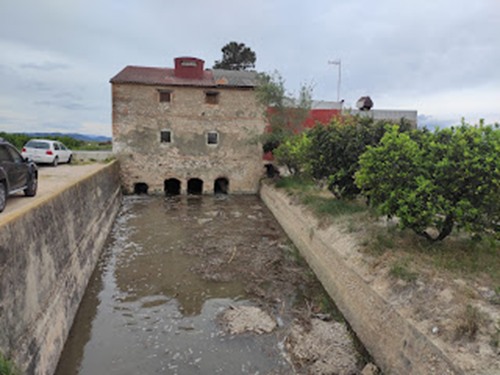
Molí Canyar, a Alberic.